# Lycaena infraparvipuncta
Lycaena infraparvipuncta är en fjärilsart som beskrevs av Barend J. Lempke 1954. Lycaena infraparvipuncta ingår i släktet Lycaena och familjen juvelvingar. Inga underarter finns listade i Catalogue of Life.